# Kristian Joensen
Kristian Joensen (ur. 21 grudnia 1992 w Runavík na Wyspach Owczych) – farerski piłkarz występujący na pozycji bramkarza w pierwszoligowym KÍ Klaksvík.

## Kariera klubowa
Joensen rozpoczął swą piłkarską karierę w drugim składzie NSÍ Runavík, grającym wówczas w drugiej lidze archipelagu. Pierwszy raz zagrał 4 kwietnia 2009 w spotkaniu przeciwko TB Tvøroyri, przegranym 2:4. W NSÍ Joensen grał do 2011 roku i w tym czasie wystąpił tylko raz w pierwszym składzie, podczas meczu dwudziestej siódmej kolejki farerskiej ekstraklasy przeciwko B71 Sandoy, wygranym przez klub z Runavík 9:1, podczas którego w siedemdziesiątej trzeciej minucie zastąpił Andrása Gángó.
W maju 2011 roku Kristian Joensen został wypożyczony do pierwszoligowego 07 Vestur, w którym występował w podstawowej jedenastce od ósmej kolejki, w której drużyna wygrała z ÍF Fuglafjørður 2:1. Łącznie w barwach klubu rozegrał piętnaście spotkań, a drużyna zajęła dziewiąte miejsce w tabeli Vodafonedeildin 2011 i spadła do niższego poziomu rozgrywek.
Na początku roku 2012 Joensen powrócił do NSÍ Runavík, gdzie zaczął rozgrywać mecze w pierwszym składzie. W sezonie 2012 zagrał w dwudziestu ośmiu spotkaniach, a rok później w trzydziestu jeden. W pierwszym z nich klub zajął siódme miejsce w tabeli, a w drugim czwarte.
14 marca, na minutę przed zakończeniem okna transferowego, Joensen podpisał umowę wypożyczenia do B68 Toftir. Bramkarz miał nadzieję na kontrakt z zagranicznym klubem, jednak okazało się to niemożliwe, a w klubie musiałby zastępować powracającego węgierskiego bramkarza Andrása Gángó, dlatego zdecydował się na grę w B68 Toftir. Swój pierwszy mecz rozegrał 22 marca w drugiej kolejce Effodeildin przeciwko EB/Streymur, zremisowany przez klub z Toftir 1:1. Zawodnik rozegrał łącznie siedemnaście spotkań w 07 Vestur.
15 lipca 2014 roku Joensen podpisał półroczną umowę z drugoligowym duńskim klubem Lyngby BK. Jego pierwszym nieoficjalnym występem był mecz sparingowy przeciwko FC Vestsjælland, podczas którego zagrał stał na bramce przez 90 minut. Swój pierwszy oficjalny mecz rozegrał 13 sierpnia w rozgrywkach Pucharu Danii przeciwko trzecioligowemu BK Avarta (3:0). Pod koniec roku władze klubu zdecydowały nie kontynuować współpracy z Joensenem. Bramkarz wystąpił łącznie w trzech meczach pucharowych oraz w jednym spotkaniu ligowym.
16 marca 2015 Joensen podpisał roczną umowę z drugoligowym klubem z Wysp Owczych 07 Vestur. Występował regularnie od trzeciej kolejki 1. deild 2015 i pojawił się na boisku 24 razy. 07 Vestur zajął natomiast trzecie miejsce w tabeli o jedno poniżej strefy awansu do wyższej klasy rozgrywek.
W sierpniu 2015 Joensen podpisał umowę na sezon 2016 z pierwszoligowym KÍ Klaksvík. Po raz pierwszy w barwach klubu wystąpił 5 marca 2016 roku w wygranym 1:0 meczu przeciwko TB Tvøroyri. Dotychczas Joensen rozegrał 31 spotkań w barwach klubu i zdobył z nim Puchar Wysp Owczych.

## Kariera reprezentacyjna
Joensen występował w składzie reprezentacji U-19, gdzie rozegrał dwa mecze, pierwszy przeciwko Białorusi, 11 października 2009 (0:0). Rozegrał także osiem spotkań w reprezentacji U-21. Pierwsze z nich odbyło się 31 maja 2011 i zakończyło się remisem 0:0 z reprezentacją Irlandii Północnej. Był także powoływany do reprezentacji U-17, jednak nigdy w niej nie zagrał.
Nie wystąpił także nigdy w seniorskiej reprezentacji Wysp Owczych, pomimo że był powoływany na mecze w roku 2012, 2013 oraz 2016.